# Hemibagrus macropterus
Hemibagrus macropterus är en fiskart som beskrevs av Bleeker, 1870. Hemibagrus macropterus ingår i släktet Hemibagrus och familjen Bagridae. IUCN kategoriserar arten globalt som livskraftig. Inga underarter finns listade i Catalogue of Life.